# Sonate K. 532
La sonate K. 532 (L.223) en la mineur est une œuvre pour clavier du compositeur italien Domenico Scarlatti.

## Présentation
La sonate K. 532 en la mineur, notée Allegro, évoque d'autres sonates antérieures, telles la K. 379, avec ses gammes rapides, ou la K. 419, par les ruptures de rythmes en hémioles (opposition de mètre en triolets ou duolets). Les dernières sonates du catalogue Kirkpatrick ont tendance à l'abstraction, qui n'est sans doute pas le signe d'une « dernière manière », car il se peut fort bien que le regroupement des manuscrits ne soit que des « esquisses », bien antérieures, non retravaillées par Scarlatti. Sutcliffe pense que cette sonate est entièrement espagnole, comme une scène de danse, présentée à la manière d'une transcription, mais il faudrait plutôt dire ibérique, en raison de son caractère de fado portugais.

## Manuscrits
Le manuscrit principal est le numéro 19 du volume XIII (Ms. 9784) de Venise (1757), copié pour Maria Barbara ; les autres sont Parme XV 19 (Ms. A. G. 31420), Münster I 67 (Sant Hs 3964) et Vienne D 17 (VII 28011 D).

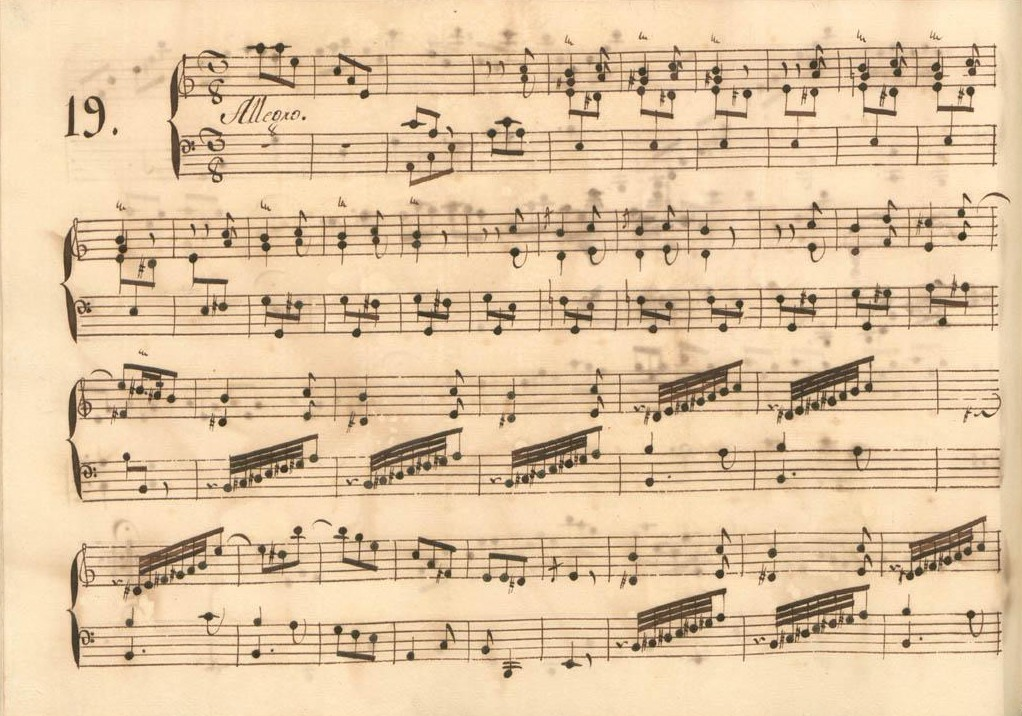
Parme XV 19.
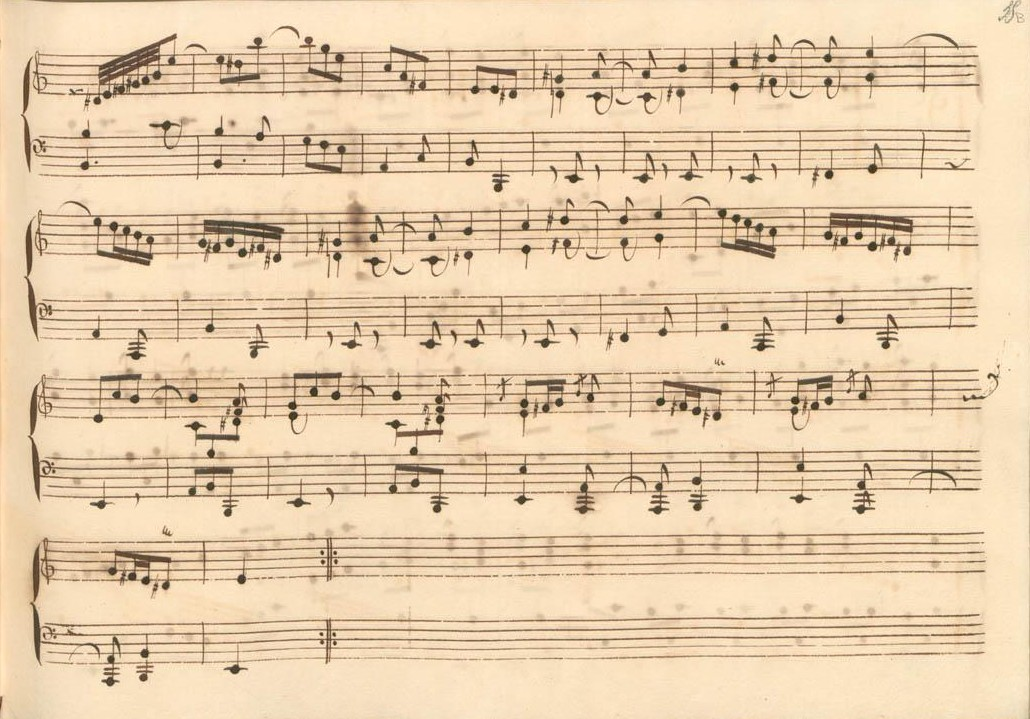
Parme XV 19 (fin de la première section).
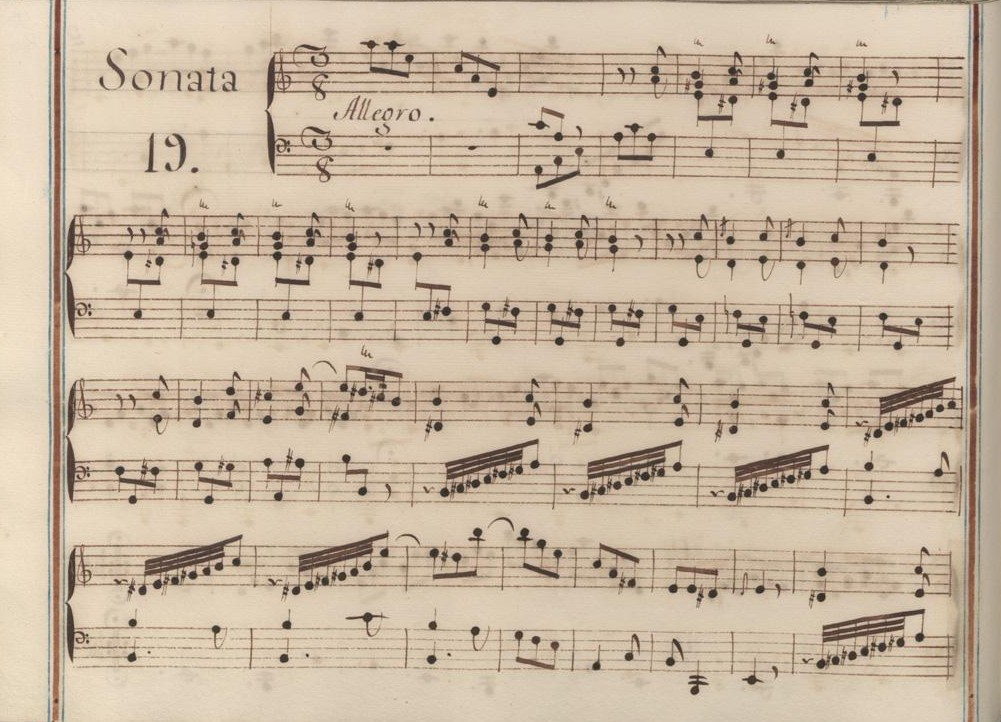
Venise XIII 19.
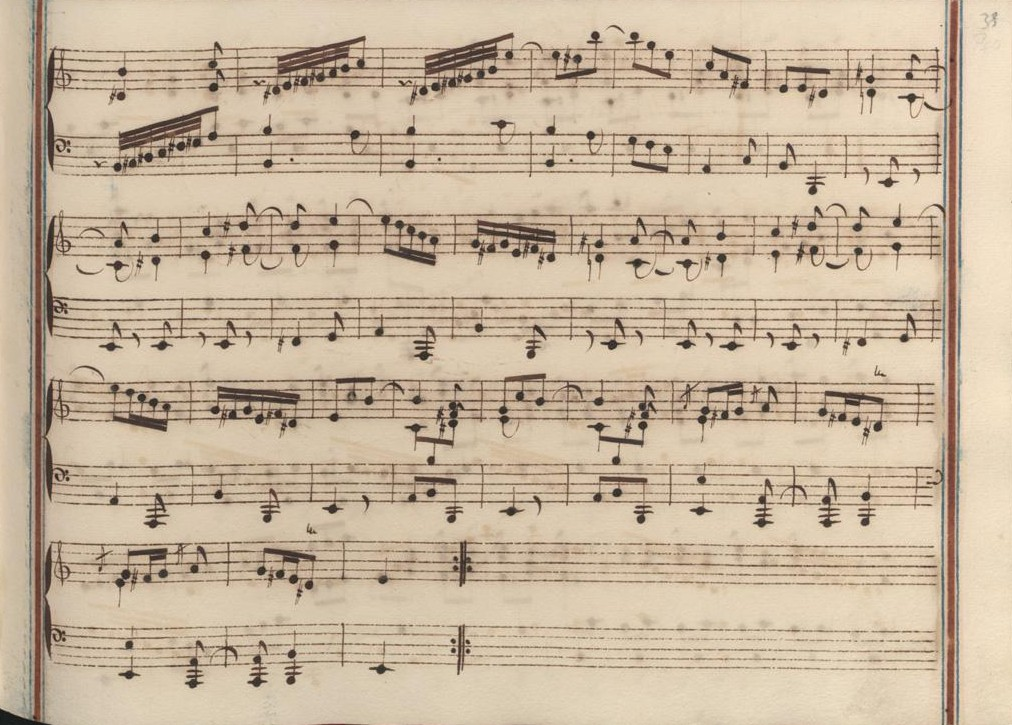
Venise XIII 19 (fin de la première section).

## Transcription
Salvatore Sciarrino en a réalisé un arrangement pour quatuor de saxophones.

## Interprètes
La sonate K. 532 est défendue au piano notamment par Kathleen Long (1950, Decca), Christian Zacharias (1994, EMI), Beatrice Long (1996, Naxos, vol. 4) et Andrea Molteni (2021, Piano Classics) ; au clavecin par Luciano Sgrizzi (1964, Accord), Huguette Dreyfus (1978, Denon), Scott Ross (1985, Erato), Pierre Hantaï (1992, Astrée), Alan Curtis (2002, Virgin), Richard Lester (2004, Nimbus, vol. 5), Pieter-Jan Belder (2007, Brilliant Classics, vol. 12), Tomoko Matsuoka (2018, Genuin) et Mario Martinoli (2015, Etcetera).

## Sources
: document utilisé comme source pour la rédaction de cet article.
- Ralph Kirkpatrick (trad. de l'anglais par Dennis Collins), Domenico Scarlatti, Paris, Lattès, coll. « Musique et Musiciens », 1982 (1re éd. 1953 (en)), 493 p. (ISBN 978-2-7096-0118-4, OCLC 954954205, BNF 34689181).
- Alain de Chambure, « Domenico Scarlatti : Intégrale des sonates — Scott Ross », Erato (2564-62092-2), 1985 (OCLC 891183737) .
- (en) W. Dean Sutcliffe, The Keyboard Sonatas of Domenico Scarlatti and Eighteenth-Century Musical Style, Cambridge / New York, Cambridge University Press, 2008, xi-400 (ISBN 978-0-521-07122-2, OCLC 1005658462, BNF 42017486).